# Catarina
Catarina là một khu tự quản thuộc tỉnh Masaya, Nicaragua. Khu tự quản Catarina có diện tích 11 ki lô mét vuông. Đến thời điểm năm 2005, huyện Catarina có dân số 7524 người.